# Verbiage
 (mars 2010).
Si vous disposez d'ouvrages ou d'articles de référence ou si vous connaissez des sites web de qualité traitant du thème abordé ici, merci de compléter l'article en donnant les références utiles à sa vérifiabilité et en les liant à la section « Notes et références ».
Un verbiage est un discours avec une abondance de paroles qui disent peu de chose.
Historiquement du moyen français (1671), de verbier, « gazouiller ».
Le terme est à rapprocher de : discours creux, bavardage, phraséologie (littérature), verbosité.

## Utilisation en politique
L'utilisation du verbiage est relativement courante en politique.[réf. nécessaire] Il permet de discourir tout en engageant peu la personne qui le tient. 
Il est utile pour :
- répondre à une question que l'on maîtrise mal ;
- pratiquer l'évitement à la suite d'une polémique ;
- occuper le temps de parole.

On le rapproche ainsi des termes langue de bois, ou langue de coton.

## Utilisation en communication
Peu utilisé en publicité du fait de sa longueur[réf. nécessaire] (par définition), il l'est plus souvent en communication. Il va être utilisé principalement comme procédure d'évitement.[réf. nécessaire] Il est particulièrement présent dans les périodes de crise en entreprise.[réf. nécessaire]

## Utilisation commerciale
Très en vogue parmi les vendeurs de produits peu efficaces ou sans utilité[réf. nécessaire] (ex: charlatan), pour les valoriser et convaincre le chaland. Ex. appareils de sport d'appartement, produits de régime. Ce verbiage emprunte généralement des termes scientifiques ou médicaux et les combine dans un discours souvent complexe, mais creux et sans fondement.[réf. nécessaire] (voir pseudo-science).